# Летаргический энцефалит
Летарги́ческий энцефали́т (эпидемический летаргический энцефалит Экономо, энцефалит А, болезнь Крюше, разг. сонная болезнь) — атипичная форма энцефалита. Впервые болезнь описана в 1917 году австрийским психиатром и неврологом Константином фон Экономо. Болезнь поражает преимущественно промежуточный и средний мозг, в результате чего больные оказываются в стазисоподобном состоянии, безмолвными и неподвижными.
Между 1915 и 1926 годом эпидемия летаргического энцефалита распространилась по всему миру. Все попытки идентифицировать возбудителя заболевания окончились неудачей, но характер эпидемии давал основания предполагать вирусную природу возбудителя. После 1920-х гг. эпидемий данной болезни больше не было, хотя сообщалось об отдельных случаях заболевания.

## История наблюдения
Эпидемический энцефалит впервые подробно описан в 1917 году венским профессором Экономо, наблюдавшим эпидемическую вспышку этого заболевания в 1915 году под Верденом. Эпидемия началась в 1916 году в Австрии и быстро распространилась на Западную Европу и США, поразив не менее пяти миллионов человек. В 1927 году неожиданно прекратилась. Предположительно летаргическим энцефалитом переболел Адольф Гитлер, причём последующий паркинсонизм мог повлиять на принятие им опрометчивых решений.
Во время эпидемии 1915—1925 годов, охватившей почти все страны мира, эпидемический энцефалит изучали многие исследователи. Одним из первых особенности течения и клиники эпидемического энцефалита у детей детально описал в 1923 году И. Ю. Тарасевич. После 1925 года отмечалось постепенное снижение заболеваемости эпидемическим энцефалитом; в конце XX века значительных эпидемических вспышек не наблюдалось. В 1987 году зафиксированы четыре случая.
Локальные вспышки «сонной болезни», симптомы которой весьма напоминали летаргический энцефалит, были описаны в континентальной Европе в 1580 году, лондонским врачом Сиденхемом в 1673-75 гг., профессорами Тюбингенского университета в 1712-13 гг.
В казахстанских посёлках Калачи и Красногорский с 2013 года диагностировали «энцефалопатию неясного генеза», прозванную в народе «сонной болезнью» (средняя продолжительность сна составляла 6-7 суток). Местные власти приняли решение о переселении сельчан из местности, где в 1960—1990-е годы добывалась урановая руда. Причиной «сонной болезни» назвали вдыхание местными жителями воздуха с пониженным содержанием кислорода, повышенным содержанием угарного и углекислого газа. С 2016 года новые случаи болезни не зафиксированы.

## Симптомы
Заболевание возникает либо остро, либо более постепенно. Летаргический энцефалит в острой стадии характеризуется высокой температурой (подъём до 38—39 °C), болью в горле, головной болью, мышечной болью, вялостью, рвотой, двоением в глазах, задержкой физического и психического отклика. В некоторых случаях пациенты могут впасть в состояние полной обездвиженности и безмолвности, известное как акинетический мутизм. Встречается акинетико-ригидный синдром с амимией (нарушением мимики), акинезом, склонностью к кататонии и ригидностью мышц. Пациенты также могут испытывать психосенсорные расстройства, проявляющиеся слуховыми, зрительными, обонятельными галлюцинациями и изменением восприятия окраски и формы окружающих предметов. Клазомания (непроизвольно наступающий крик) также иногда представлена.
Для острой стадии характерна триада Экономо: лихорадка, патологическая сонливость и глазодвигательные нарушения («гиперсомническая офтальмоплегия»), что отражает преимущественное вовлечение среднего мозга. При попытке разбудить больной ненадолго пробуждается, но тут же снова засыпает в любых, иногда совершенно не подходящих условиях. Чрезмерный и непреодолимый сон может длиться в течение 2—3 недель и более. Именно это проявление энцефалита послужило основанием для обозначения его как «летаргического». Реже встречается инверсия сна или бессонница, при которой больному не уснуть ни ночью, ни днём. Бессонница зачастую сменяет период гиперсомнии или предшествует ей.
В тяжёлых случаях наблюдается расстройство сердечно-сосудистой деятельности, нарушение частоты и ритма дыхания, непроизвольные сокращения дыхательных мышц и тяжёлое нарушение сознания (кома).
Острая стадия заболевания может закончиться полным выздоровлением, но в большинстве случаев вслед за острой стадией через определённый период времени, который мог измеряться от нескольких месяцев до десятка лет, возникает хроническая стадия, обычно в виде прогрессирующего синдрома паркинсонизма. В некоторых случаях наблюдается развитие симптомов хронической стадии без предшествующей острой стадии. Причина отставленного развития и прогрессирования симптомов остаётся неизвестной. Допускают, что в этих случаях имеет место хроническое течение инфекционного процесса, свойственное так называемым медленным инфекциям.
Клиническая картина постэнцефалитического паркинсонизма многим напоминает болезнь Паркинсона. Однако имеются и специфические отличия. У больных могут наблюдаются очаговые симптомы: окулогирные кризы, блефароспазм, страбизм, птоз (одно- или двусторонний), диплопия, вестибулопатия. Возможны гиперкинезы: хорея, миоклония, а также атаксия. Паркинсонизм и другие экстрапирамидные синдромы, типичные для хронической стадии энцефалита, у небольшой части больных появляются уже в острой стадии.

### Глазодвигательные расстройства
При летаргическом энцефалите часты глазодвигательные нарушения. Данные расстройства чаще всего проявляются диплопией, реже встречается надъядерная офтальмоплегия. Реакция зрачков на конвергенцию и аккомодацию отсутствует или снижается одновременно с живой реакцией на свет (обратный симптом Аргайла Робертсона). Больные часто жалуются на «затуманивание зрения», вызванное диплопией или парезом аккомодации. При окулогирном кризе (также известном как «судорога взора вверх») глазные яблоки отводятся кверху, и больной не в состоянии вернуть их в нормальное положение. Длительность кризов колеблется от нескольких минут до многих часов. Важно учитывать, что окулогирные кризы возможны не только при постэнцефалитическом, но и при медикаментозном паркинсонизме.

## Эпидемиология
Источником инфекции летаргического энцефалита является человек. Инфицирование возможно контактным или воздушно-капельным путями. Вертикальный путь передачи инфекции осуществляется трансплацентарно или постнатально. Наиболее восприимчивы дети раннего возраста. Чётко выраженной сезонности нет. В последние годы новых случаев постэнцефалитического паркинсонизма, связанного с эпидемическим энцефалитом, не регистрировалось.

## Этиопатогенез
Возбудитель эпидемического энцефалита не выделен. Предполагают, что это фильтрующийся вирус, который содержится в слюне и слизи носоглотки; он нестоек и быстро погибает во внешней среде. Входными воротами инфекции является слизистая оболочка верхних дыхательных путей. Предположительно вирус проникает в центральную нервную систему, особенно в серое вещество вокруг сильвиева водопровода и третьего желудочка. В нервных клетках проходит накопление возбудителя, после чего наступает повторная вирусемия, совпадающая с началом клинических проявлений.

## Патоморфология
Для эпидемического энцефалита характерно поражение базальных ядер и ствола мозга. Страдают преимущественно клеточные элементы. При микроскопии обнаруживаются выраженные воспалительные изменения: периваскулярная инфильтрация мононуклеарами и плазматическими клетками в виде муфт, значительная пролиферация микроглии, иногда с образованием глиозных узелков. В хронической стадии наиболее выраженные изменения локализуются в чёрном веществе и бледном шаре. В этих образованиях отмечаются необратимые дистрофические изменения ганглиозных клеток. На месте погибших клеток формируются глиозные рубцы.

## Профилактика и лечение
Специфических методов лечения острой стадии эпидемического энцефалита не существует. Лечение постэнцефалитического паркинсонизма аналогично лечению болезни Паркинсона. Для профилактики источник изолируют до исчезновения острых клинических проявлений болезни. После постановки диагноза направляют экстренное извещение в городской центр госсанэпиднадзора. Дезинфекцию в очаге не проводят, карантин не накладывают. За очагом устанавливают наблюдение в течение 3—4 недель.

## Прогноз
Лечение длительное. Симптомы паркинсонизма нарастают, но иногда на некоторое время могут стабилизироваться. Прогноз в отношении выздоровления плохой. Летальный исход наступает в 30 % случаев, обычно от интеркуррентных заболеваний или истощения.

## В культуре
В 1990 году режиссёр Пенни Маршал на основе документальной книги Оливера Сакса (основанной на фактах его биографии) сняла художественный фильм «Пробуждение» о людях, поражённых этой болезнью. Главные роли исполнили Роберт Де Ниро и Робин Уильямс.